# Desboulmiers
Jean-Auguste Jul(l)ien, genannt Desboulmiers (* 1731 in Paris; † 1771 ebenda) war ein französischer Schriftsteller und Librettist.
Desboulmiers schlug als junger Mann eine militärische Laufbahn ein und diente zeitweise in Deutschland. Nach seiner Rückkehr nach Paris wurde er als Opernlibrettist bekannt. Toinon und Toinette wurde zunächst von François-Joseph Gossec (UA 1767), später in der polnischen Übersetzung von Andrzej Slowaczynski von Maciej Kamieński (1785) und Wiktor Każyński (um 1840) vertont.
Außerdem verfasste er zwei umfangreiche Werke zur Opern- und Theatergeschichte: die siebenbändige Histoire anecdotique et raisonnée du Théâtre-Italien, depuis son rétablissement (1697) jusqu'à l'anée und die Histoire du théâtre de'l Opéra-comique (beide 1769), sowie einige Romane wie De tout un peu, Histoire du marquis de Solanges und Histoire des filles du 18e siècle.